# Sundbärgindex
De Sundbärgindex of de wet van Sundbärg stelt dat de bevolking van 15-49 jaar altijd min of meer 50% uitmaakt van de totale bevolking. Het is genoemd naar de ontdekker ervan, Alex Gustav Sundbärg, die tijdens zijn onderzoek naar de evolutie van de Zweedse bevolking tot deze vaststelling kwam. 

## Toepassing
Deze vaststelling is van belang voor tal van sociale wetenschappen, bijvoorbeeld voor de arbeidseconomie en de demografie. Wanneer het percentage van de bevolking, jonger dan 15 jaar groter is dan het percentage van de bevolking jonger dan 64 jaar dan spreken we van een progressieve bevolkingsgroei. Vice versa is de bevolkingsgroei regressief. Zijn de twee groepen gelijk aan elkaar, dan is de bevolking stationair.